# Colocleora ankoleensis
Colocleora ankoleensis là một loài bướm đêm trong họ Geometridae.